# Agência Age
A Agência Age é uma agência de publicidade do Brasil.

## História

### Fundação
A AGE Isobar foi fundada em 2000 por Ana Lúcia Serra, Carlos Domingos e Tomás Lorente, todos trabalhavam na agência DM9DDB. Ana era diretora geral de atendimento e deixou a agência de Nizan Guanaes em 1998. No ano seguinte, quando Carlos Domingos saiu, seguido pelo parceiro na criação Tomás Lorente e juntos decidiram fundar sua própria agência.
Durante anos, a agência funcionou no condomínio Millenium. Desde 2008, quando se tornou parte da Isobar, está localizada na Avenida Duquesa de Goiás, no mesmo prédio que abriga a Agência Click e a iProspect, que integram o grupo inglês.

### Investidores
Na época de seu lançamento, teve o grupo francês Havas como sócio investidor, com 40% da operação.
Em 2004, os sócios minoritários decidiram comprar a parte da holding francesa e a age. se tornou 100% nacional. Na mesma época, Tomás Lorente deixou a agência.
Em 2005, circularam notícias de que a W/Brasil e a age. estavam cogitando uma fusão – a notícia foi publicada no dia 7 de dezembro na coluna Mônica Bergamo, do jornal Folha de S. Paulo. Tanto Washington Olivetto quanto Ana Lúcia Serra negaram.

### Venda
Em 2008, foi comprada pela holding Isobar, que faz parte do Aegis Group, tornando-se a primeira agência não focada em internet do grupo. O valor da negociação não foi divulgado.
Em 2009, a agência apareceu em 29º lugar no ranking Ibope Monitor das maiores agências do Brasil.

### Saída de Tomás Lorente
Em 2003, Tomás Lorente deixou a sociedade e rompeu relações com os ex-sócios. Ninguém sabe ao certo o que levou à separação. Pouco depois, Tomás assumiu a direção de criação da Duda Comunicação, empresa de Duda Mendonça, ao mesmo tempo em que inaugurou o Toro, restaurante especializado em comida espanhola. Em 2009, Tomás Lorente sofreu um enfarte e faleceu.

## Internet
No seu primeiro ano, a age incorporou em sua operação a produtora de sites Urbana e contratou Elisa Calvo, da OgilvyInteractive, que no mesmo ano recebeu o prêmio Publicitário Interativo do iBest. Em 2010, contratou o diretor de Criação Jean Boechat, mesmo ano em que ele havia sido jurado da categoria Cyber do Festival Internacional de Publicidade de Cannes.
Hoje, os projetos digitais e interativos representam mais da 60% do seu faturamento.

## Clientes
2014 
Embratur, Bradesco, Adidas, Even, PWC, ESPM, Shopping Center Norte, Ferrero Roche,  Bristish Airways, Iberia, Disney, Kinder, Mercado Livre, Burberry, Philips Entertainment, TIC TAC, Marfrig, Greenpeace, Lar Center, sucos CAMP, Syngenta
A agência nasceu com quatro clientes: VisaNet, General Brands, Editora D’Avila e o grupo Pão de Açúcar, com o portal de internet "amelia.com.br", para o qual criou a campanha "para você não ser uma".
Alguns clientes importantes foram Nike, Dell, MTV e o jornal Valor Econômico.

## Trabalhos Notáveis
- Porteiro Zé para MTV. Para divulgar o MTV Social Clube – um clube de vantagens para os assinantes da revista MTV – a age. usou um personagem que já fazia sucesso na internet, o Porteiro Zé e criou 6 filmes em que ele interage com VJs. A campanha ganhou leão de bronze em Cannes em 2003 e o prêmio de Melhor Campanha do Ano, do Portal da Propaganda.
- Dia do Sexo. Em 2007, para aumentar a venda de camisinhas do cliente Olla, a age. instituiu o dia 6 de setembro (6/9) como Dia do Sexo. A campanha começou com um manifesto na internet, defendendo a ideia de um dia oficial no calendário brasileiro de festividades, para que o assunto seja debatido em escolas e pelos meios de comunicação. O abaixo-assinado online tem em torno de 70 mil assinaturas. Seis de setembro já foi citado na revista Mundo Estranho, da editora Abril, como o dia do sexo.[20] Em 2010, um projeto parecido (mas com data diferente) foi levado para a Câmara dos Deputados, por Edigar Mão Branca, do PV da Bahia.[21] A campanha figura no 35o Anuário do Clube de Criação de São Paulo como uma das melhores campanhas integradas de 2010.
- Espremidinhos. A campanha, criada em 2008 para a marca de sucos Del Valle, se tornou um case de uso de PDVs.[22] Foram lançados 5 bonecos, que vinham em embalagens iguais às dos sucos e ficavam expostos nas gôndolas dos supermercados. Para ganhá-los, era preciso comprar cinco sucos. A campanha recebeu críticas do Instituto Alana, que a considerou abusiva por fomentar a vontade de consumo das crianças e entrou com uma ação no Procon. A empresa Del Valle foi multada em R$37.093,33.[23]
- Mega painel. Em 2003, a Sony entrou para o Livro dos recordes Guinness com o maior outdoor do mundo. A ação também recebeu o prêmio Maximidia por melhor uso de mídia exterior ou indoor.[24]